# Karl Johan Andersson
Karl Johan Andersson (4 de marzo de 1827, Värmland, Suecia-9 de julio de 1867, Angola) fue un explorador sueco, cazador y comerciante, así como naturalista aficionado y ornitólogo. Su fama se debe a los muchos libros que publicó sobre sus viajes, y por ser uno de los exploradores más notables del África austral, sobre todo de la región conocida ahora como Namibia.

## Biografía

### Primeros años
Charles John Andersson fue hijo ilegítimo del cazador de osos inglés Llewellyn Lloyd y su sierva sueca. Andersson se crio en Suecia, hizo expediciones de caza con su padre, experimentó la naturaleza sueca y comenzó una colección de elementos biológicos. En 1847 inició sus estudios en la Universidad de Lund.

### Exploraciones
En 1849 partió hacia Londres, con el objetivo de vender su colección para recaudar fondos para viajar alrededor del mundo. En Londres se reunió con el explorador Francis Galton y juntos hicieron una expedición al África austral. En el solsticio de verano del año 1850 llegaron al Cabo de Buena Esperanza. Desde allí viajaron a Walvis Bay, en la actual Namibia, y se adentraron en una vasta zona, para entonces poco explorada por los europeos. Querían encontrar el lago Ngami, pero no lo lograron en ese viaje.
Galton regresó a Inglaterra, mientras que Andersson se quedó en la zona, y se las arregló para llegar al lago en 1853. En 1855 regresó a Londres, donde publicó su libro Lago Ngami, en el que describe sus viajes. 
Regresó a África ese mismo año y de vuelta en Namibia fue contratado como gerente de minas en lo que entonces se llamaba Damaraland y Namaqualand. Se quedó en esa posición durante un breve tiempo, y luego continuó sus exploraciones. En 1859 llegó al río Okavango, una expedición que escribió en su libro El río Okavango.

### Estancia en el sur de África
Después de su regreso viajó a Ciudad del Cabo, donde se casó y la pareja se instaló en Otjimbingwe. Tuvieron problemas económicos y, a pesar de que su principal interés eran la exploración y el naturalismo, a menudo tuvo que recurrir al comercio y la caza para poder ganarse la vida. Tenía problemas para publicar sus libros, ya que no tenía el dinero para ello. Trató de pedir dinero prestado a Galton, quien se negó.
En 1867 Andersson viajó al norte africano hacia los asentamientos portugueses en Angola, para poder encontrar mejores comunicaciones con Europa y hacer su comercio más fácil. No logró cruzar el río Cunene y se vio obligado a dar marcha atrás. Murió en el viaje de regreso, y en julio de 1867 fue sepultado por otro sueco, Axel Eriksson, en la actual Namibia. Su esposa y sus hijos continuaron viviendo en África, en la Colonia del Cabo. Después de su muerte, su padre publicó notas de algunas de sus expediciones en el libro Notas de Viaje en el sudoeste de África.